# Dick Schnittker
Richard Dean Schnittker, detto Dick (Kelleys Island, 27 maggio 1928 – Green Valley, 12 gennaio 2020), è stato un cestista statunitense, professionista nella NBA.

## Carriera
Venne selezionato dai Washington Capitols al primo giro del Draft NBA 1950 (4ª scelta assoluta).

## Palmarès
- NCAA AP All-America First Team (1950)
- NCAA AP All-America Third Team (1949)
- Campionato NBA: 2

Minneapolis Lakers: 1953, 1954